# Lepidepecreum longicornis
Lepidepecreum longicornis is een vlokreeftje uit de familie Lysianassidae. De wetenschappelijke naam van de soort is voor het eerst geldig gepubliceerd in 1868 door Bate en Westwood.